# Mississinewa
La Mississinewa est une rivière des États-Unis, affluent de la Wabash. Elle prend sa source dans le comté de Darke en Ohio puis s'écoule dans l'Indiana où elle se jette dans la Wabash près de la ville de Peru.